# Campeonato Asiático de Atletismo de 2015 - Heptatlo feminino
A prova do heptatlo do Campeonato Asiático de Atletismo de 2015 foi disputada entre os dias 3 e 4 de junho de 2015 no Wuhan Stadium em Wuhan, na China. 

## Recordes
Antes desta competição, os recordes mundiais e do campeonato nesta prova eram os seguintes:
|                       | Nome                 | Nacionalidade  | Pontos | Local  | Data                   |
| --------------------- | -------------------- | -------------- | ------ | ------ | ---------------------- |
| Recorde mundial       | Jackie Joyner-Kersee | Estados Unidos | 7.291  | Seul   | 24 de setembro de 1988 |
| Recorde do campeonato | Ghada Shouaa         | Síria          | 6.259  | Manila | 1993                   |
| Recorde asiático      | Ghada Shouaa         | Síria          | 6.942  | Götzis | 26 de maio de 1996     |

## Medalhistas
| Ouro                     | Prata              | Bronze                |
| Ekaterina Voronina (UZB) | Liksy Joseph (IND) | Purnima Hembram (IND) |

## Cronograma
Todos os horários são locais (UTC+8)
| Data       | Hora  | Evento                   |
| ---------- | ----- | ------------------------ |
| 3 de junho | 9:00  | 100 metros com barreiras |
| 3 de junho | 9:50  | Salto em altura          |
| 3 de junho | 15:40 | Arremesso de peso        |
| 3 de junho | 18:05 | 200 metros               |
| 4 de junho | 9:00  | Salto em distância       |
| 4 de junho | 10:00 | Lançamento de dardo      |
| 4 de junho | 18:00 | 800 metros               |

## Classificação final
| Colocação         | Atleta              | Nacionalidade | 100 m C/B | SA   | AP    | 200 m | SD   | LD    | 800 m   | Total | Notas |
| ----------------- | ------------------- | ------------- | --------- | ---- | ----- | ----- | ---- | ----- | ------- | ----- | ----- |
| Medalha de ouro   | Ekaterina Voronina  | Uzbequistão   | 15.15     | 1.77 | 12.84 | 25.66 | 6.02 | 42.48 | 2:20.95 | 5689  |       |
| Medalha de prata  | Liksy Joseph        | Índia         | 15.05     | 1.71 | 10.74 | 25.18 | 6.19 | 35.47 | 2:13.44 | 5554  |       |
| Medalha de bronze | Purnima Hembram     | Índia         | 14.21     | 1.62 | 10.34 | 25.27 | 5.73 | 43.41 | 2:15.35 | 5511  |       |
| 4                 | Meg Hemphill        | Japão         | 13.79     | 1.65 | 9.82  | 25.29 | 5.77 | 37.98 | 2:14.25 | 5493  |       |
| 5                 | Sepideh Tavakoli    | Irão          | 14.92     | 1.80 | 13.76 | 26.47 | 5.64 | 35.95 | 2:25.79 | 5443  |       |
| 6                 | Li Weijian          | China         | 14.35     | 1.71 | 10.90 | 26.32 | 5.88 | 31.87 | 2:20.46 | 5296  |       |
| 7                 | Eri Utsunomiya      | Japão         | 15.83     | 1.53 | 10.37 | 25.59 | 5.66 | 43.42 | 2:13.48 | 5171  |       |
| 8                 | Wang Qingling       | China         | 14.40     | 1.65 | 11.78 | 26.06 | 5.44 | 25.92 | 2:25.15 | 4995  |       |
| 9                 | Chu Chia-Ling       | Taipé Chinesa | 15.08     | 1.59 | 12.51 | 26.72 | 5.57 | 41.57 | 2:40.01 | 4975  |       |
| 10                | Kristina Pronzhenko | Tajiquistão   | 15.56     | 1.56 | 7.52  | 25.52 | 5.47 | 27.87 | 2:18.46 | 4638  |       |

Legenda
| Recorde mundial       | Recorde mundial (World record)               |                       | Recorde africano                      | Recorde africano (African) |                                           | Q | Classificado por posição (Qualified) |
| Recorde do campeonato | Recorde do campeonato (Championship record)  | Recorde da América    | Recorde da América (Americas)         | q                          | Classificado por melhor tempo (Qualified) |   |                                      |
| Melhor marca do ano   | Melhor marca do ano (World leading)          | Recorde asiático      | Recorde asiático (Asian)              | DNS                        | Não largou (Did not start)                |   |                                      |
| Recorde nacional      | Recorde nacional (National record)           | Recorde europeu       | Recorde europeu (European)            | DNF                        | Não terminou (Did not finish)             |   |                                      |
| Recorde pessoal       | Recorde pessoal do atleta (Personal best)    | Recorde da Oceania    | Recorde da Oceania (Oceania)          | DSQ / DQ                   | Desclassificado (Disqualified)            |   |                                      |
| Recorde da temporada  | Recorde da temporada do atleta (Season best) | Recorde sul-americano | Recorde sul-americano (South America) | NM                         | Sem marca (No mark)                       |   |                                      |